# Footwork FA12
Footwork FA12 – samochód Formuły 1, zaprojektowany przez Alana Jenkinsa dla zespołu Footwork na sezon 1991. Kierowcą samochodu z numerem 9 był Michele Alboreto, a kierowcami pojazdu z numerem 10 byli Alex Caffi i Stefan Johansson.
Zespół rozpoczął sezon z silnikiem Porsche 3512, ale od Grand Prix Francji zmodyfikowane samochody Footwork (o oznaczeniu FA12C) napędzane były przez silniki Ford DFR.

## Silnik
W modelu planowano zastosować silnik Porsche 3512, ale okazało się, że rozmiar i masa silnika wymagały, by na nowo przeprojektować samochód tak, by prawidłowo zainstalować silnik. By mieć na to czas, w trzech pierwszych wyścigach sezonu 1991 użyto modelu Footwork A11C z 1990 roku. Zarówno Michele Alboreto jak i Alex Caffi nie zakwalifikowali się do Grand Prix USA, ale Alboreto zakwalifikował się do wyścigu o Grand Prix Brazylii. Tego samego dokonał w kwalifikacjach do Grand Prix San Marino, natomiast do wyścigów o Grand Prix Grand Prix Monako i Grand Prix Kanady nie zdołał się zakwalifikować. Caffi z kolei nie zakwalifikował się do następnych trzech wyścigów, a na zamorskie rundy został zastąpiony przez Stefana Johanssona na skutek obrażeń poniesionych w wypadku drogowym. Johansson zakwalifikował się do Grand Prix Kanady, ale nie zakwalifikował się do Grand Prix Meksyku, które było ostatnim występem silnika Porsche 3512 w Formule 1.
Jednym z powodów niekonkurencyjności silnika była jego masa: z zainstalowanymi sprzęgłem, kołem zamachowym i innymi częściami ważył ok. 190 kg, podczas gdy konkurencyjne silniki Ferrari i Hondy ważyły odpowiednio 140 i 160 kilogramów. Ponadto silnik miał problemy z ciśnieniem oleju.
Począwszy od Grand Prix Francji zespół do końca sezonu stosował silniki Ford DFR w zmodyfikowanej wersji modelu o oznaczeniu Footwork FA12C.

## Wyniki w Formule 1
| Legenda oznaczeń w tabelach wyników Wyświetl szablon na nowej stronie | Legenda oznaczeń w tabelach wyników Wyświetl szablon na nowej stronie                                                                     |
| Oznaczenie                                                            | Wyjaśnienie |
| --------------------------------------------------------------------- | --- |
| Złoty                                                                 | Zwycięzca lub mistrzostwo |
| Srebrny                                                               | 2. miejsce lub wicemistrzostwo |
| Brązowy                                                               | 3. miejsce lub II wicemistrzostwo |
| Zielony                                                               | Ukończył, punktował (w klasyfikacji generalnej, gdy zdobył co najmniej jeden punkt na przestrzeni sezonu, poza trzema powyższymi opcjami) |
| Niebieski                                                             | Ukończył, nie punktował (w klasyfikacji generalnej, gdy nie zdobył co najmniej jednego punktu na przestrzeni sezonu)                      |
| Czerwony                                                              | Nie zakwalifikował się (NZ) |
| Czerwony                                                              | Nie prekwalifikował się (NPK) |
| Różowy                                                                | Nie ukończył (NU) |
| Różowy                                                                | Niesklasyfikowany (NS) (w klasyfikacji generalnej, gdy nie został sklasyfikowany w żadnym wyścigu sezonu)                                 |
| Czarny                                                                | Zdyskwalifikowany (DK) |
| Czarny                                                                | Wykluczony (WYK/EX) |
| Biały                                                                 | Nie wystartował (NW) |
| Biały                                                                 | Kontuzjowany (K/INJ) |
| Biały                                                                 | Wyścig odwołany (OD/C) |
| Bez koloru                                                            | Został wycofany (WYC/WD) |
| Bez koloru                                                            | Nie przybył (NP/DNA) |
| Bez koloru                                                            | Nie brał udziału w treningach (NT/DNP) |
| Bez koloru                                                            | Nie został zgłoszony (–) |
| Pogrubienie                                                           | Start z pole position |
| Kursywa                                                               | Najszybsze okrążenie wyścigu |
| †                                                                     | Nie ukończył, ale jego rezultat został zaliczony ze względu na przejechanie więcej niż 90% dystansu wyścigu.                              |
| *                                                                     | Sezon w trakcie |
| 1/2/3                                                                 | Punktowana pozycja w sprincie kwalifikacyjnym                                                                                             |
| Lista systemów punktacji Formuły 1                                    | |

| Sezon | Zespół                            | Silnik              | Opony | Kierowcy         | 1   | 2   | 3   | 4   | 5   | 6   | 7   | 8   | 9   | 10  | 11  | 12  | 13  | 14  | 15  | 16  | Pkt. | Msc. |
| ----- | --------------------------------- | ------------------- | ----- | ---------------- | --- | --- | --- | --- | --- | --- | --- | --- | --- | --- | --- | --- | --- | --- | --- | --- | ---- | ---- |
| 1991  | Footwork Grand Prix International | Porsche V12 Ford V8 | G     |                  | USA | BRA | SMR | MCO | CND | MEX | FRA | GBR | DEU | HUN | BEL | ITA | PRT | ESP | JPN | AUS | 0    | –    |
| 1991  | Footwork Grand Prix International | Porsche V12 Ford V8 | G     | Michele Alboreto |     |     |     | NU  | NU  | NU  | NU  | NU  | NZ  | NZ  | NPK | NZ  | 15  | NU  | NZ  | 13  | 0    | –    |
| 1991  | Footwork Grand Prix International | Porsche V12 Ford V8 | G     | Alex Caffi       |     |     | NZ  | NZ  |     |     |     |     | NPK | NPK | NZ  | NPK | NPK | NPK | 10  | 15  | 0    | –    |
| 1991  | Footwork Grand Prix International | Porsche V12 Ford V8 | G     | Stefan Johansson |     |     |     |     | NU  | NZ  | NZ  | NZ  |     |     |     |     |     |     |     |     | 0    | –    |